# Az élet maga
Az élet maga (eredeti cím: Life Itself) 2018-as amerikai romantikus filmdráma, melyet Dan Fogelman írt és rendezett. A főbb szerepekben Oscar Isaac, Olivia Wilde, Mandy Patinkin, Olivia Cooke, Laia Costa, Annette Bening és Antonio Banderas látható.
A film világpremierje a Torontói Nemzetközi Filmfesztiválon volt 2018. szeptember 8-án, majd az Amazon Studios 2018. szeptember 21-én mutatta be az Amerikai Egyesült Államokban. Az Egyesült Királyságban 2019. január 4-én debütált, Magyarországon DVD-n jelent meg szinkronizálva.
A film nagyrészt negatív kritikákat kapott a kritikusoktól, akik "egyszerre erőltetettnek és érdektelennek" nevezték a projektet.

## Cselekmény
Az évtizedeket átívelő film Will és Abby, a fiatal New York-i pár életét követi nyomon, főiskolai megismerkedésüktől kezdve a házasságkötésen át gyermekeik megszületéséig.

## Szereplők
| Színész               | Szerep                 | Magyar hang[forrás?] |
| --------------------- | ---------------------- | -------------------- |
| Oscar Isaac           | William “Will” Dempsey | Welker Gábor         |
| Olivia Wilde          | Abigail “Abby” Lesher  | Kéri Kitty           |
| Mandy Patinkin        | Irwin Dempsey          | Papp János           |
| Jean Smart            | Linda Dempsey          | Kovács Nóra          |
| Olivia Cooke          | Dylan Dempsey          |                      |
| Sergio Peris-Mencheta | Javier González        |                      |
| Laia Costa            | Isabel González-Díaz   |                      |
| Àlex Monner           | Rodrigo González       | Kenéz Ágoston        |
| Isabel Durant         | Shari Dickstein        | Hermann Lilla        |
| Lorenza Izzo          | Elena Dempsey-González |                      |
| Annette Bening        | Dr. Cait Morris        |                      |
| Antonio Banderas      | Vincent Saccione       | Stohl András         |
| Samuel L. Jackson     | önmaga / narrátor      | Kálid Artúr          |
| Jake Robinson         | Henry                  |                      |